# Crassicrus
Crassicrus là một chi nhện trong họ Theraphosidae.

## Các loài
Chi này gồm các loài:
- Crassicrus lamanai Reichling & West, 1996